# Афирмативна психотерапија ЛГБ особа
Афирмативна психотерапија ЛГБ особа је скуп мера и поступака медицинске и психолошке подршке које треба да помогну истополним особама; да спознају сопствену хомосексуалност и превазиђу менталне потешкоће које та спознаја због стигматизације породице, најближег и ширег окружења може у њима да произведе, а породици и средини у којој живи хомосексуална особа помогне да лакше прихвате ту чињеницу.
Терапију хомосексуалности не треба мешати са било којим покушајем „лечења сексуалности хомосексуалних особа” што је једнако апсурдан, као и покушај промене сексуалних нагона у особа хетеросексуалне оријентације.

## Дефиниција
Афирмативна психотерапија ЛГБ особа (акроним GAP, енг. Gay affirmative psychotherapy) — је свака она форма терапије која својим методама, техникама и итервенцијама омогућава терапеуту да на подржавајући и разумевајући начин приступи свом клијенту, са уверењем да су мушка хомосексуалност, лезбијство и бисексуалност нормални, морално исправни и подједнако вредна изрази људске сексуалности.

## Историја
Иако се кроз историју психотерапија ЛГБ особа користила као подршка она је знатно више злоупотребљавана, као моћно средство јачања друштвених забрана истополних жеља, односа и идентитета.
У недалекој прошлости, ЛГБ терапеути нису могли слободно изразити своју сексуалну оријентацију, а да нису били у страху и ризику да изгубе положај на послу, као и углед у друштву, док је данас све више овладо став, да психотерапеути имају све важнију улогу у дефинисању корисних клиничких приступа у раду са особама хомосексуалне оријентације у оквиру психотерапијског процес.
Тако се временом развио савремени приступ, са циљем, да помогне у превазилажењу ефеката интернализоване хомофобије који су присутни, јер су иуспољили током живота ЛГБТ у хомофобичном друштву, и што је много важније, омогући ЛГБ особи да постигне задовољавајући развој функционалног геј идентитета.
Средином 1970-их почели су да се појављују нова издања стручне литературе о психотерапији ЛГБ особа заснована на претпоставкама да је хомосексуалност нормална варијација сексуалне жеље и индивидуалног понашања.
Тако је временом настао велики избор психотерапеутских смерова, као и терапеута, пре свега завистан од ниво на којима особа жели да реши проблем.
Временом су се развиле и другачије технике у виду „самопомоћи” које се све више пласирају кроз бројне приручнике из области „популарне психологије”, и садрже много нетачних информација и једноставном применом доводе ЛГБ особу у заблуду да помисли да врло лако може сама себи помоћи, и заправо она тиме себе доводи у још већу нелагодност, анксиозност и депресију тако да нанета штета и последице могу бити велике.

## Претпоставке и дилеме
Одмах на почетку треба разјасни да хомосексуалност није психијатријски поремећај.
- Године 1973. Америчка асоцијација психијатара закључила је; да нема научних доказа да је хомосексуалност поремећај и уклонила га из свог Дијагностичког речника менталних поремећаја (ДСМ). Међународна класификација болести (МКБ)
- Светске здравствене организације, следила је у 1992. овај став.
- Краљевски колеџ психијатара Уједињеног Краљевства заузима исти став; лезбијке, геј и бисексуалне људи треба посматрати као вредне чланови друштва који имају потпуно иста права и одговорности као и сви остали грађани.

А све наведено подразумева и једнак приступ здравственој заштити, и правима и обавезама које из ње проистичу без било какве дискриминације у било којој сфери, као и право на заштиту од било ког облика терапије које су потенцијално за ЛГБ особе штетне, посебно оне које тврде да мењају сексуалну оријентацију, јер нема званичног научног доказа да се сексуална оријентација може променити. Осим тога, „тзв терапија хомосексуалности” створила је окружење у којем предрасуда и дискриминације цвета.
Бројна искуства више него што се очекивало преваленцу менталног здравља и болести ЛГБ особа злоупотребљавају и ствара од тога велике проблеме. Велики број истраживања је доказао и указао да је бити геј, лезбијка или бисексуална особа компатибилано са нормалним менталним здравственим и социјалним прилагођавањем, те да је зато свако насилно лечење ЛГБТ контрапродуктивно.
Само терапија која повећава способност пацијента да се носи, разуме, призна и интегрише сексуалну оријентацију у односу на самоодабрани начин живота, је правилан приступ терапеута...зато је важно разликовати терапијске поступке стварних психичких проблема хомосексуалаца од оних усмерених према конверзији сексуалне оријентације.
Нажалост, етички стандарди и обавезе нису прихваћене од свих психијатра и психотерапеута, који противно упутствима својих струковних организација лече на непримерен начин своје хомосексуалне пацијенте. Зато хомосексуалци треба да избегавају сваки поступак који се противи научним етичким начелима медицинске струке а сваку информацију изречену у том контексту детаљно провере.

## Принципи савремене терапије хомосексуалности
Савремена истраживања спроведена у 21. веку све више показују да је истополна сексуална и романтична манифестација, осећања и понашања нормална и позитивна промена људске сексуалности, без обзира на сексуалну оријентацију идентитета, и у начелу не захтева лечење и терапијску подршку за промену сексуалне оријентације. Међутим треба имати на уму да хомосексуалне особе могу имати различите психичке проблеме, који полазе од лакших криза, неуроза па све до психоза и поремећаја личности, али се ни један од тих проблема не повезује са сексуалном оријентацијом и зато ови психички проблеми захтевају истоветан начин лечења за хетеросексуалне хомосексуалне и бисексуалне особе. Стога је јако важно разликовати и терапијске поступке усмерене према стварним психичким проблемима од оних усмерених према конверзији сексуалне оријентације.
Понекад геј мушкарци и лезбијке као пацијенти могу да заузму став који може ометати ефикасну сарадњу са терапутом. Они могу имати негативне и супротстављене ставове према својој хомосексуалности. Они могу бити у страху од могуће дискриминације и веома су осетљиве чак и на најмање назнаке хомофобије у другима. Лекари треба да се супротставе овим страховима преношењем прихватајућих и подржавајућих ставова у оквиру свог професионалног односа. Лекари треба да настоје да користе вербалне и мануелне методе на начин који је разумљив за пацијента и покажу поштовање за пацијентове вредности, циљеве и тежње. Интерес за сарадњу и прихватање лечења геј мушкараца и лезбијки као пацијената може да привуче и постављена књига о овој теми на лекарском столу или полици за књиге у ординацији терапеута.

### Примена aфирмативне психотерапије
Aфирмативне савремене психотерапијске интервенција у хомосексуалаца може се применити само код оних особа које захтевају и прихватају психолошку подршку терапеута како би им она олакшала активно преживљавање у новом идентитету и пружила социјалну подршку у тражењу евентуално новог идентитет у даљем развоју. Али без наметања или утицаја терапеута на сексуалну оријентацију и коначни исход идентитета. Афирмативна терапијска интервенције код одраслих хомосексуалаца се може применити онда када поједине особе желе да промене своју сексуалну оријентације или желе да њихово понашања изражава њихову сексуалну оријентације, или желе истовремено и једно и друго.
Примена афирмативне психотерапије најчешће настаје као потреба ЛГБТ особа да разблаже јак стресогени утицај стигме и хомофобије, интервентном психотерапијом.
Имајући у виду људску различитост, афирмативна интервенција конципирана је као мултикултурални компетентни и афирмативни терапијски приступ који је заснован на прихватању следећих научних чињеница:
- Истополно сексуално привлачење, понашање и усмерења, по себи су нормалне и позитивне варијанте људске сексуалности (другим речима, они не указују на менталне или развојне поремећаје).
- Хомосексуалност и бисексуалност су стигматизовани, и то жигосање може имати различите негативне последице (нпр. појаву мањинског стреса) током живота.[10][11]
- Истополно сексуално привлачење и понашања се јавља у контексту разних сексуалних оријентација и сексуално оријентисаног идентитета, и трајног је карактера.[12][13]
- Геј мушкараци, лезбијке и бисексуални појединци обликују стабилне, започете везе и породице, које су еквивалентне хетеросексуалним везама и породицама у основним аспектима. Неки људи се опредељују да живе своје животе у складу са личним или верским вредностима.[14][15][16]
- Не постоје емпиријске студије или рецензирана истраживања која подржавају теорију да се истополна сексуална оријентација може приписати породичној дисфункцији или трауми.[17][18][19][20]

### Терапија менталних поремећаја
Хомосексуалне особе могу имати различите психичке проблеме-болести, који полазе од лакших криза, неуроза па све до психоза и поремећаја личности. Било да су ти проблеми-болести повезани са менталном структром личности ЛГБ особе, независно од сексуалне оријентације, или узроковане специфичним културолошким начином живота хомосексуалаца. Зато ови психички проблеми захтевају истоветан начин лечења за хетеросексуалне хомосексуалне и бисексуалне особ. При томе важно је у спровођењу терапије разликовати терапијске поступке усмерене према стварним психичким проблемима од оних усмерених према конверзији сексуалне оријентације.
Терапија специфичних менталних поремећаја хомосексуалаца изазваних стресом, познатим као мањински стрес, или специфичним културолошким начином живота хомосексуалаца, који свој негативни утицај испољава у области менталног здравља, од психотерапеута захтева да хомосексуалне особе упуте у разумевање стреса и узнемирености коју осећају и помогну им у борби, за јачање менталне отпорности, физичком опораваку и ослобађању од болести.

## Конверзивна (репаративна) терапија хомосексуалности
Конверзивна (репаративна) терапија је поступак који се примењује у циљу покушаја исправљања (конверзије) сексуалне оријентације ЛГБ пацијената.. Ову врсту терапије најчешће примењују психијатри и психотерапеути, (понекад удружени у сопствена удружења), како би омогућили хомосексуалним особама промену сексуалне оријентације, ако ЛГБ особе то желе. Они сматрају да хомосексуалност није облик физиолошке сексуалне оријентације, већ и даље тврде да је хомосексуалност ментални поремећај. Ову врсту терапије заговарају и бројне религиозне организације и Национална асоцијација за истраживање и терапију хомосексуалности, самостално а често и удружено.
Изменом ДСМ класификације 1973. у САД-у је хомосексуалност искључена са листе менталних поремећаја, а исто је учињено и у МКБ Светске здравствене организације чиме је уклоњена потреба лечења хомосексуалности као облика сексуалне оријентације. То потрврђује и чињеница да тренутно нема релевантних научних доказа који би указивали да било који облик конверзивне (репаративне) и психотерапије може деловати на промену сексуалне оријентације, већ је доказано супротно, да може да буде и штетена.
У историји хомосексуалности постоје бројни докази да су третмани за промену сексуалне оријентације, који су били уобичајени у 1960-их и 1970-их, били веома штетни за оне пацијенте који су кроз њих прошли, и у крајњем исходу нису утицали на промену њихове сексуалне оријентације.
Најбољи доказ о ефикасност било којег лечења па и репаративног хомосексуалаца, долази из рандомизираних клиничких испитивања. Таква истраживања нису спроведена у овој области. Међутим, постоје најмање две студије у којима су праћене ЛГБ особе које су прошле терапију са циљем да постану хетеросексуални. Мањкавост студија је била; што у њима није вршена процена пацијената пре почетка терапија већ се ослањало на субјективне процене испитаника, који су били замољени да волонтирају у терапији саме организације, или који су регрутовани преко интернета. Прва студија је тврдила да су промене биле могуће код малог броја (13%) ЛГБ особа, од којих се за већину може сматрати да су били бисексуални на почетку терапије. Друга студија је показала мали учинак, као и значајна оштећења менталног здравља.
Британска асоцијације за саветовање и психотерапију одредила је (2007) радну групу
(енгл. Lesbian, Gay and Bisexual Mental Health Special Interest Group), која је након систематског проучавања објављених студија у свету и прикупљених искустава ЛГБ особа о конверизвној (репаративној) психотерапији изнела следеће ставове;
- Проучени докази указују на то да су ЛГБ особе отворене и спремне да траже помоћ за решавање проблема сопстевеног менталног здравља.
- Међутим, они су понекад несхваћени од стране терапеута који сматрају њихову хомосексуалност као узрок или манифестацију проблема, као што су депресије или анксиозност.
- Део терапеута понашајући се на овај начин је вероватно изазвао значајну узнемиреност и неспокојство својих пацијената.
- Мали број терапеута је чак ишао тако далеко да је покушавао да промени сексуалну оријентацију свог пацијента, што може бити веома штетно.
- Иако данас постоје бројни терапеути и организације у САД и у Уједињеном Краљевству које захтевају и сматрају да терапија може да помогне да хомосексуалци постану хетеросексуалци, не постоје јасни докази да је таква промена и могућа.

У великој студији Америчке асоцијације психолога (енгл. American Psychological Association, Appropriate Therapeutic Responses to Sexual Orientation) из (2009). у закључку радне групе стоји;
...„да напори за промену сексуалне оријентације вероватно неће бити успешни и да подразумевају ризик од настанка штете, супротно тврдњама СОЦЕ практичара и адвоката. Литература показују да су истополна сексуална и романтична привлачност, осећања и понашања нормални и позитивна су промена људске сексуалности, без обзира на сексуалну оријентацију и идентитет...радна група је закључила да су становништа од којих пролази СОЦЕ у одбрани својих ставова у којима траже промену сексуалне оријентације, снажно конзервативна и религиозна. Дакле, примена афирмативних терапијских интервенција за оне које тражи СОЦЕ, подразумева; прихватање терапеута од стране пацијента, подршку и разумевање клијената од стране терапеута што треба да олакша активн живот клијената, и пружи му социјалну подршку у тражењу даљег развоја сопственог идентитета, без наметања специфичне сексуалне оријентације на крајњи исход идентитета...”